# Ugyanúgy más, mint én
Az Ugyanúgy más, mint én (eredeti cím: Same Kind of Different as Me) 2017-es amerikai dráma, melyet Michael Carney rendezett saját rendezői debütálásaként, valamint Ron Hall, Alexander Foard és Carney írt Ron Hall, Denver Moore és Lynn Vincent 2006-os, azonos című könyve alapján. A főszereplők Greg Kinnear, Renée Zellweger, Djimon Hounsou, Olivia Holt, Jon Voight és Stephanie Leigh Schlund.
Az Amerikai Egyesült Államokban 2017. október 20-án mutatta be a Pure Flix Entertainment, míg Magyarországon a televíziós premierre 2018 júniusában került sor.
A film megtörtént események alapján készült.

## Szereplők
(Szereposztás mellett a magyar hangok feltüntetve)
- Greg Kinnear – Ron Hall (Csankó Zoltán)
- Renée Zellweger – Deborah Hall (Nagy-Kálózy Eszter)
- Djimon Hounsou – Denver Moore (Király Attila)
- Jon Voight – Earl Hall (Ujréti László)
- Olivia Holt – Regan Hall
- Stephanie Leigh Schlund – C.C. (Laudon Andrea)
- Dana Gourrier – Willow
- Lara Grice – Bobby anyja
- Theodus Crane – Tiny
- Mykel Shannon Jenkins – B.B.
- Daniel Zacapa – Julio Larraz (Barbinek Péter)
- Ann Mahoney – Clara
- David Jensen – Bum
- Kenda Benwar – Janet
- Ty Parker – Bobby
- Thomas Francis Murphy – Jim, a séf (Sörös Sándor)
- Geraldine Singer – Tommye Hall (Andresz Kati)
- John Newberg – Hank
- Austin Filson – Carson Hall (Baráth István)
- Calvin Williams – James nagybácsi